# Razwilnoje
Razwilnoje (ros. Развильное) – wieś (sieło) w Rosji, w obwodzie rostowskim, w rejonie piesczanokopskim. W 2010 liczyła 5494 mieszkańców.

## Urodzeni
- Władimir Ponomariow – radziecki lekkoatleta.